# Arauzo de Salce
Arauzo de Salce és un municipi de la província de Burgos a la comunitat autònoma de Castella i Lleó. Forma part de la Comarca de la Sierra de la Demanda.

## Demografia
| 1991 | 1996 | 2001 | 2004 |
| ---- | ---- | ---- | ---- |
| 81   | 83   | 67   | 73   |